# مجموعه آثار فلزکاری‌های اسپانیایی خلیلی

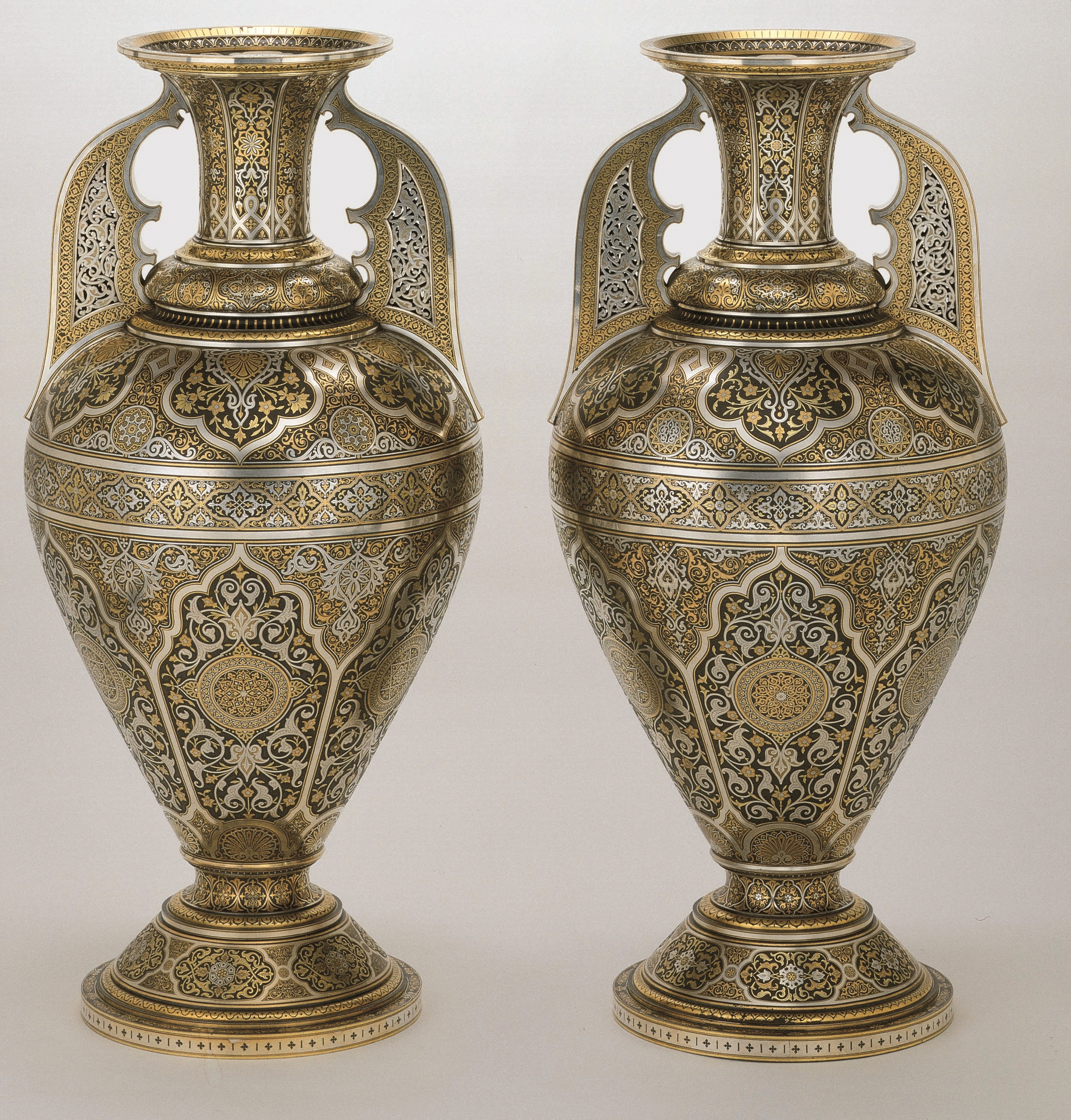
جفت آهنی کار زورآاگا

مجموعه آثار فلزکاری‌های اسپانیایی خلیلی (به انگلیسی: Khalili Collection of Spanish Metalwork) یک مجموعه خصوصی است که توسط دانشمند، مجموعه دار و نیکوکار ایرانی انگلیسی ناصرداوود خلیلی جمع‌آوری شده‌است. این مجموعه شامل صد نمونه از کارهای فلزی قدیمی اسپانیا است، که در آن طلا یا نقره بر روی یک سطح فلزی نصب می‌گردد تا تصویر خوبی ایجاد شود. این مجموعه یکی از هشت مجموعه ای است که توسط خلیلی جمع‌آوری، محافظت و به نمایش گذاشته شده‌است و هر یک از آن‌ها مهمترین مجموعه‌ها در حوزه خود به حساب می‌آیند. این مجموعه شامل کارهای هنری از سال ۱۸۵۰ تا اوایل قرن بیستم، از جمله بسیاری از کارگاه‌های پلاسیدو زولوآاگا (به انگلیسی: Plácido Zuloaga) و سایر آثار هنرمندان آموزش دیده یا تحت تأثیر زولوآاگا است. تقریباً همه آثار از شهرهای ایبار یا تولدو است.
خلیلی که همچنین بزرگترین مجموعه خصوصی هنرهای اسلامی جهان را در اختیار دارد ، برای اولین بار در تاریخ به چنین زمینه ای شگفت آوری وارد شد ، به نظر او اسپانیا این هنر را به اوج کمال رسانده. بنابراین شروع به جمع آوری این فلزات اسپانیایی نمود. این مجموعه در نمایشگاه های بین‌المللی از جمله در موزه ویکتوریا و آلبرت در لندن ، موزه هنرهای زیبا بیلبائو و کاخ الحمرا در گرانادا در معرض عموم قرار گرفته است.  آلن بورگ ، هنگامی که مدیر موزه ویکتوریا و آلبرت بود ، کاتالوگ این مجموعه را "یک نقطه عطف در مطالعه هنر فلزکاری اسپانیا قرن نوزدهم" توصیف کرد.

## کارها
بسیاری از آثار این مجموعه از کارگاه پلاسیدو زولوآاگا، یکی از هنرمندان این صنعت در ایبار ، اسپانیا است. هنر زولوآاگا جوایز بسیاری را در نمایشگاه های ملی و بین‌المللی به دست آورد.  وی به خاطر کارهای هنری حرفه ای خود شناخته می شد که هرکدام به مهارت های هشت تا دوازده صنعتگر متخصص در طی یک سال نیاز داشت است.  سفارش بسیاری از این قطعات توسط مجموعه دار انگلیسی ، آلفرد موریسون ، صادر شده است.  آثار  این مجموعه توسط زولوآاگا  امضا شده است. که شامل یک کاسون آهنی تزئین شده به عرض 201 سانتیمتر (79 اینچ) است که بعدها در محل سکونت موریسون ، در ویلتشایر به عنوان  Fonthill Casket معروف شده است. همچنین به سفارش موریسون یک جفت کوره آمفورایی شکل ، به ارتفاع 108 سانتی متر (43 اینچ) از سال 1878 ، ساخته شده است که سبک آنها از گلدان های قرون وسطایی الحمرا تقلیدشده است.

## جستارها
- مجموعه منسوجات سوئدی خلیلی
- مجموعه هنر ژاپنی خلیلی
- مجموعه اسناد آرامی خلیلی.
- مجموعه آثار فلزکاری های اسپانیایی خلیلی
- مجموعه کیمونو خلیلی
- مجموعه آثار هنرهای اسلامی خلیلی
- مجموعه آثار مینا کاری های جهان خلیلی
- ناصر داوود خلیلی